# Baudreix
Baudreix (en dialecto bearnés: Baudreix o Baudreish) es una comuna francesa de la región de Aquitania en el departamento de Pirineos Atlánticos. Se sitúa a veinte kilómetros al sureste de Pau.
El topónimo Baudreix fue mencionado por primera vez en el siglo XI, aunque existieron otras denominaciones como Baudreixs (mención hecha en 1385) y Baudreys (en 1402).

## Demografía
| 137 | 138 | 227 | 269 | 255 | 316 | 309 | 338 | 315 | 337 | 330 | 337 | 294 | 304 | 285 | 288 | 256 | 271 | 269 | 230 | 203 | 230 | 242 | 232 | 239 | 390 | 395 | 420 | 410 | 402 | 473 | 558 |
| Para los censos de 1962 a 1999 la población legal corresponde a la población sin duplicidades (Fuente: INSEE [Consultar]) |     |     |     |     |     |     |     |     |     |     |     |     |     |     |     |     |     |     |     |     |     |     |     |     |     |     |     |     |     |     |     |